# Heroes to Zeros
| Recensione   | Giudizio    |
| ------------ | ----------- |
| AllMusic     |             |
| The Guardian |             |
| Mojo         |             |
| Pitchfork    | (6.9/10)    |
| PopMatters   | sfavorevole |
| Q            |             |
| Uncut        |             |

Heroes to Zeros è il terzo e ultimo album del gruppo scozzese The Beta Band, pubblicato nel 2004 dalla Regal Zonophone Records.

## Il disco
Il disegno di copertina è stato creato dallo scrittore di comic book e artista Kaare Andrews. Il logo The Beta Band per l'album è stato creato dall'artista di comic book Dave McCaig, per poi essere riutilizzato in The Best of The Beta Band.
La canzone Liquid Bird presenta un campionamento da Painted Bird di Siouxsie and the Banshees.

### Lascito
L'album è stato incluso nel libro 1001 Albums You Must Hear Before You Die.

## Tracce
Testi e musiche di MacLean, Greentree, Jones, Mason.
1. Assessment - 4:34
2. Space - 3:59
3. Lion Thief - 3:27
4. Easy - 2:32
5. Wonderful - 4:39
6. Troubles - 2:34
7. Out-Side - 4:06
8. Space Beatle - 3:41
9. Rhododendron - 1:36
10. Liquid Bird - 3:23
11. Simple 3:47
12. Pure For - 3:55

## Formazione
- Steve Mason - voce e chitarra
- Richard Greentree - basso
- John MacLean - campionatore
- Robin Jones - batteria

### Altri musicisti
- Dominic Pecher – violoncello in Troubles e Simple
- Alex Lyon – viola in Troubles e Simple
- Ben Lee – violino in Troubles e Simple
- Ruston Pomeroy – violino in Troubles e Simple
- Pete Gainey – sassofono in Assesment
- Pete Fry – trombone in Assesment
- Neil Martin – tromba in Assesment

### Produzione
- Nick Brine – ingegneria del suono
- Nigel Godrich – missaggio